# Gaia Cars
Gaia Cars war ein britischer Hersteller von Automobilen.

## Unternehmensgeschichte
Guy Dormehl gründete 1994 das Unternehmen in Dibden Purlieu in der Grafschaft Hampshire. Er begann mit der Produktion von Automobilen und Kits. Der Markenname lautete Gaia. Ab 1997 befand sich der Unternehmenssitz in Parkstone in Dorset. 2001 übernahm Jon Ridd das Unternehmen. 2002 endete die Produktion. Insgesamt entstanden etwa elf Exemplare. Andere Quellen geben den Produktionsbeginn mit 1996 und die Produktionseinstellung mit 1999 an.

## Fahrzeuge
Das einzige Modell war der Deltoid. Dies war ein Dreirad mit hinterem Einzelrad. Antrieb und Hinterrad stammten von einem Motorrad, gewöhnlich von Suzuki. Auf einen Spaceframe-Rahmen wurde eine Karosserie aus Fiberglas montiert.